# Jannis Kounellis
Jannis Kounellis, né le 23 mars 1936 au Pirée en Grèce et mort le 16 février 2017 à Rome en Italie, est un peintre, sculpteur et professeur d'université grec puis italien et l'un des artistes représentant de l'arte povera.

## Biographie
Il est le fils d'un ingénieur naval.
À vingt ans, Jannis Kounellis quitte la Grèce et va à Rome pour étudier à l'académie des beaux-arts sous la direction de Toti Scialoja auquel il doit l'influence de l'expressionnisme abstrait et de l'art informel, binôme fondamental qui constitue le départ de son parcours créatif.
En 1960, il fait ses débuts à Rome pour sa première exposition personnelle à la galerie La Tartaruga.
Par rapport à ses maîtres, Kounellis montre vite une très forte urgence de communication avec le but de refuser les projections individualiste, esthétisante et décadente et d'exalter la valeur publique, collective du langage artistique. Dans ses premières œuvres, en effet, il peint des signes typographiques sur fond clair qui font allusion à l'invention d'un nouvel ordre par un langage fragmenté, pulvérisé.[Interprétation personnelle ?]
Les premières expositions voisines idéologiquement de l'arte povera remontent à 1967. Il emploie dans celles-ci des produits et matériaux communs suggérant pour l'art une fonction radicalement créatrice, mythique, sans concessions aux représentations pures. Il fait de façon évidente, référence à ses origines grecques. Ses installations deviennent de véritables scénographies qui occupent complètement la galerie et entourent le spectateur en le rendant acteur, protagoniste dans un espace qu'il va même jusqu'à remplir d'animaux vivants, contrepoint aux géométries construites avec des matériaux qui évoquent la production industrielle. Dans la Margherita di fuoco apparaît même le feu, élément mythique et symbolique par excellence, engendré cependant par un chalumeau.[Interprétation personnelle ?]
En 1969 l'installation devient une véritable performance avec les Chevaux attachés aux murs de la galerie L’Attico de Fabio Sargentini, dans un magnifique heurt idéal entre nature et culture dans lequel le rôle de l'artiste est réduit au minimum d'une opération substantiellement manuelle, presque d'homme fatigué.[Interprétation personnelle ?]
Avec le passage aux années 1970 l'enthousiasme volontaire de Kounellis se charge d'une lourdeur différente, proportionnelle au désenchantement et à la frustration face à la faillite des potentialités innovatrices de l'arte povera, sortie malgré lui des dynamiques commerciales de la société de consommation, des espaces traditionnels d'exposition comme les musées et les galeries.[Interprétation personnelle ?] Une telle idée est exprimée avec la porte fermée avec des pierres présentée pour la première fois à San Benedetto del Tronto et au cours des ans, avec des variations structurelles significatives denses de significations poétique, à Rome, Mönchengladbach, Baden-Baden, Londres, Cologne.

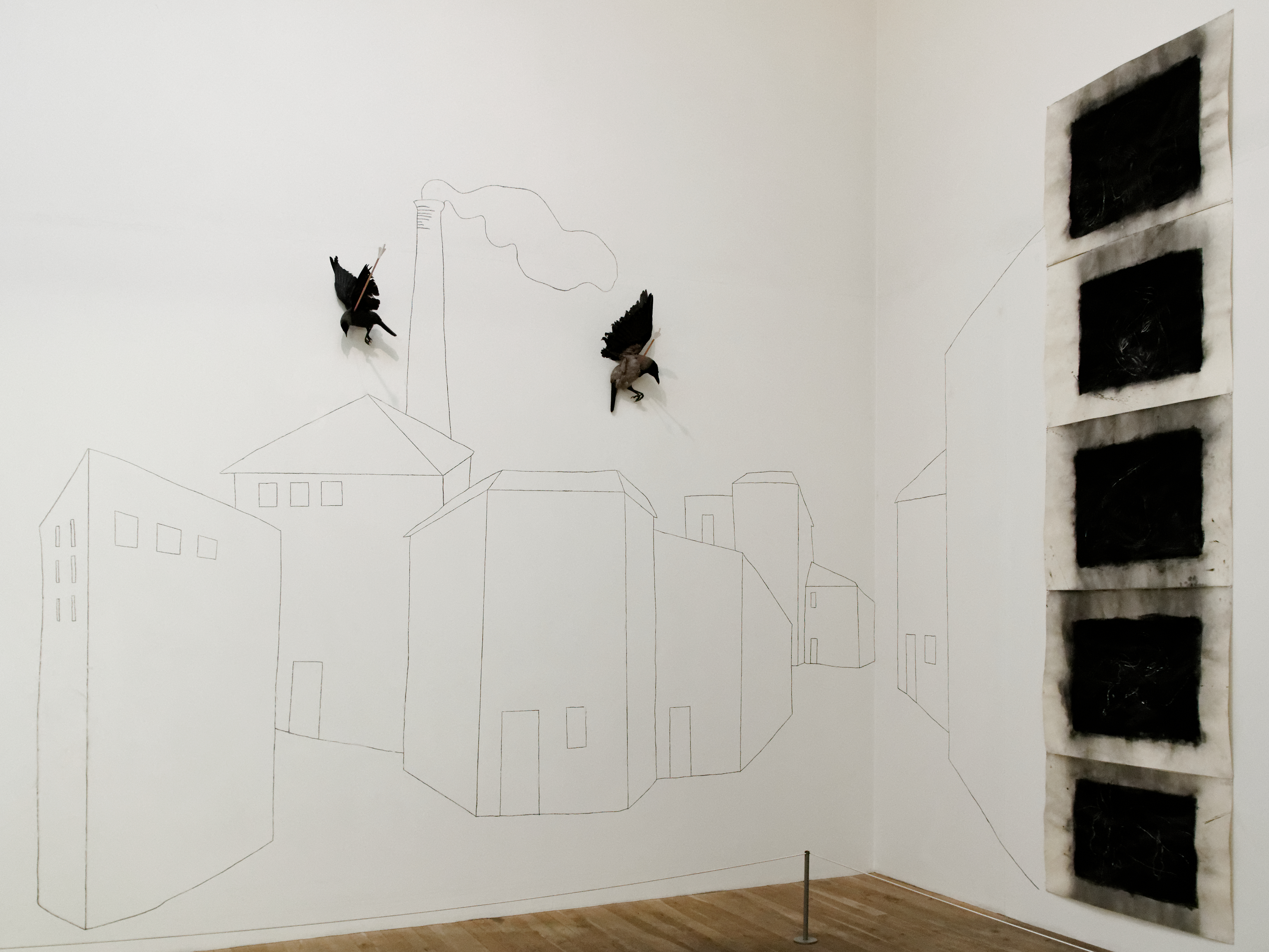
Sans titre (1979) au Tate Modern.

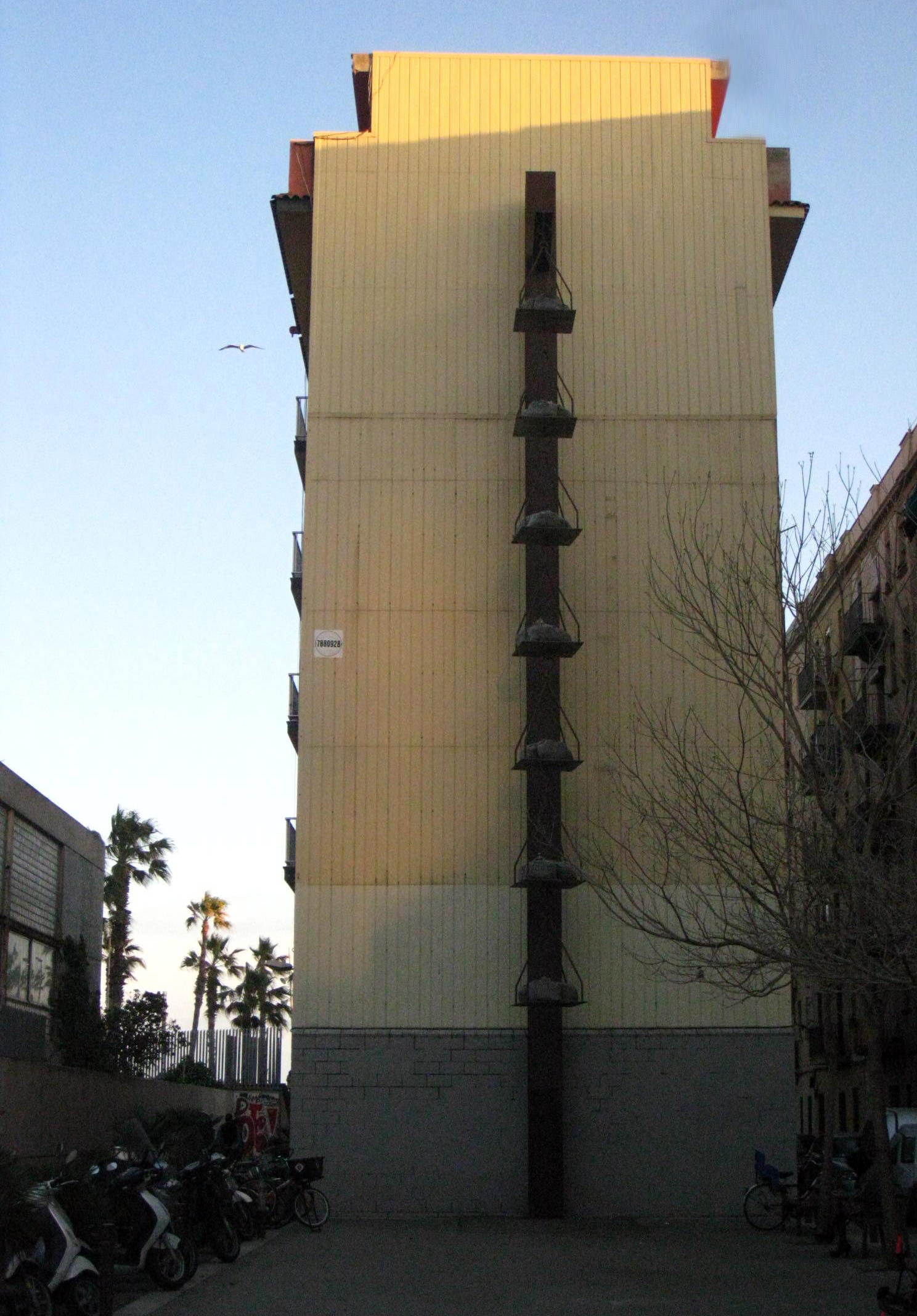
Configurations Urbaines : la Balança romana de Y. Kounellis au 32 C. Andrea Dòria à Barcelone (1992).

En 1971 à l'invitation d'Achille Bonito Oliva, il participe à la Biennale de Paris.
En 1972, il participe pour la première fois à la Biennale de Venise.
Les années d'amertume se poursuivent avec des installations dans lesquelles à la vitalité du feu succède l'obscure présence de la suie pendant que les animaux vivants cèdent le pas à des animaux empaillés. Le sommet de ce processus est peut-être le grandiose travail présenté aux Espai Poublenou de Barcelone en 1989, caractérisé par des quarts de bœuf fraîchement abattus, fixés au moyen de crochets à des plaques métalliques et éclairés de lampes à huile.[Interprétation personnelle ?]
Plus récemment, l'œuvre de Kounellis s'est fait virtuose et maniériste et a repris des thèmes et des suggestions qui l'avaient caractérisée auparavant avec un esprit plus méditatif, capable d'interpréter avec une conscience nouvelle la primitive propension à l'emphase monumentale.[Interprétation personnelle ?] Des exemples de cette nouvelle direction de recherche sont l'installation de 1995, Piazza Plebiscito, à Naples, et dans les expositions au Mexique (1999), en Argentine (2000) et Uruguay (2001).
En 2002, l'artiste propose, à nouveau, l'installation des chevaux à Whitechapel à Londres et, peu après, à la galerie nationale d'art moderne et contemporain de Rome, il construit un énorme labyrinthe de longues tôles où reposent, comme autant de points d'accroche, les éléments traditionnels de son art, comme le charbon, le coton, les sacs de jute et les amas de pierres (Acte unique).
En 2009, il est artiste invité du Domaine de Chaumont-sur-Loire où il installe une forêt de poutres surmontées de cloches dans les anciennes cuisines du château, ainsi que dans certaines pièces jusqu'ici non ouvertes au public. Le film Jannis Kounellis, l'œuvre de Chaumont-sur-Loire, réalisé par Bérengère Casanova, retrace la conception et le montage de cette exposition et laisse la parole à l'artiste sur le sens de son travail et son itinéraire.
Il meurt en février de 2017 de complications pulmonaires.

## Expositions
Depuis 1988, les œuvres de Jannis Kounellis sont présentées à la galerie Lelong à Paris.
- 2024 : exposition collective Arte povera, Collection Pinault - Bourse de commerce (Paris)
- 2014 : 
  - Musée d'art moderne et contemporain de Saint-Étienne Métropole
  - « Jannis Kounellis », galerie Lelong (Paris)[3]
- 2012 : Museum Kurhaus (Clèves) - Allemagne
- 2011 : « Kounellis - feu / contre feu - Klein »[4], galerie Lelong, Paris
- 2010 : La Fundacion Marcelino Botin (Santander) - Espagne ; Hearth, Herning - Danemark
- 2009 : Domaine de Chaumont-sur-Loire
- 2009 : Matadero (Madrid)
- 2007 : Fondazione Arnaldo Pomodoro (Milan)
- 2005 : Hôtel des Arts (Toulon) ; musée d'art moderne et contemporain de Saint-Étienne
- 2003 : National Museum of Contemporary Art (Athènes) – Grèce ; Ars Aevi Forum, Sarajevo – Bosnie-Herzégovine
- 2002 : Palais de l’Unesco (Paris) – France
- 2001 : Museo Nacional de Artes Visuales (Montevideo) – Uruguay ; Centro per l'Arte Contemporanea (Prato) – Italie
- 1993 : Galerie Lelong, Paris
- 1987 : Institute of Contemporary Art (Nagoya)
- 1986 : Museum of Contemporary Art (Chicago)
- 1980 : ARC, musée d'art moderne de la ville de Paris
- 1977 : Kunstmuseum (Lucerne)

## Publications
- Odyssée lagunaire, Écrits et entretiens (1966-1989), Daniel Lelong Éditeur, Paris, 1990  (ISBN 2-86882-006-9).
- Enrique Juncosa, Jean Frémon et Jannis Kounellis, Kounellis, Galerie Lelong & Co., Paris, 2002  (ISBN 2 86882-055-7).
- La Perdita del punto di vista, coll. « L'art en écrit », éditions Jannink, Paris, 2008.
- XXII Stations on an Odyssey 1969-2010, Prestel, 2010  (ISBN 3791350129 et 978-3791350127).
- Jannis Kounellis et Jérôme Sans (trad. de l'anglais), Naviguer entre les écueils : entretien à Beijing, 2011, Paris, Galerie Lelong & Co., 2019, 56 p. (ISBN 978-2-86882-140-9).

### Filmographie
Jannis Kounellis, l'œuvre de Chaumont-sur-Loire, réalisation Bérengère Casanova - 2009